# Van Vliet-EBH Advocaten/2007
Samenstelling van de Van Vliet-EBH Advocaten-wielerploeg in 2007:
| Naam                  | Geboortedatum | Nationaliteit | Ploeg 2006           |
| --------------------- | ------------- | ------------- | -------------------- |
| Thijs van Amerongen   | 18-07-1986    | Nederland     |                      |
| Niek Basten           | 03-09-1984    | België        |                      |
| Niels de Blaauw       | 01-07-1984    | Nederland     |                      |
| Rikke Dijkxhoorn      | 05-01-1986    | Nederland     |                      |
| Johnny Hoogerland     | 13-05-1983    | Nederland     | Jartazi              |
| Stefan Huizinga       | 20-08-1984    | Nederland     | Unibet - Davo        |
| Alain van Katwijk     | 28-02-1979    | Nederland     | ProComm - Van Hemert |
| Egon van Kessel       | 09-10-1985    | Nederland     |                      |
| Marcel Lamberts       | 25-11-1985    | Nederland     |                      |
| Joost van Leijen      | 20-07-1984    | Nederland     |                      |
| Robin van der Lijn    | 06-01-1987    | Nederland     |                      |
| Manman van Ruitenbeek | 21-03-1987    | Nederland     | Neoprof              |
| Bram Schmitz          | 23-04-1977    | Nederland     | T-Mobile Team        |
| Lars Vierbergen       | 21-03-1988    | Nederland     | Neoprof              |
| Maurice Vrijmoed      | 08-12-1988    | Nederland     | Neoprof              |
| Ronan van Zandbeek    | 27-09-1988    | Nederland     | Neoprof              |

2003 · 2004 · 2005 · 2006 · 2007 · 2008 · 2009 · 2010 · 2011 · 2012 · 2013